# Ainslie Pryor
Ainslie Pryor (Memphis, 21 febbraio 1921 – Hollywood, 27 maggio 1958) è stato un attore statunitense.
È apparso nei film L'altalena di velluto rosso, Il ricatto più vile, L'ultima caccia, La terra degli Apaches, Quattro ragazze in gamba, L'ombra alla finestra, Il forte delle amazzoni, Cole il fuorilegge, Furia selvaggia, Kathy O' e È sbarcato un marinaio. È apparso nella serie televisiva Ford Star Jubilee, Steve Donovan, Western Marshal, Lux Video Theatre, You Are There, Medic, Wire Service, Sheriff of Cochise, Meet McGraw, Sugarfoot, Gunsmoke, Suspicion, Cheyenne, Studio One, General Electric Theater, Playhouse 90 e The Adventures of Hiram Holliday.

## Morte
Morì di cancro il 27 maggio 1958, a Hollywood, in California, all'età di 37 anni.

## Filmografia

### Cinema
- L'altalena di velluto rosso (The Girl in the Red Velvet Swing), regia di Richard Fleischer (1955)
- Il ricatto più vile (Ransom!), regia di Alex Segal (1956)
- L'ultima caccia (The Last Hunt), regia di Richard Brooks (1956)
- La terra degli Apaches (Walk the Proud Land), regia di Jesse Hibbs (1956)
- Quattro ragazze in gamba (Four Girls in Town), regia di Jack Sher (1957)
- L'ombra alla finestra (The Shadow on the Window), regia di William Asher (1957)
- Il forte delle amazzoni (The Guns of Fort Petticoat), regia di George Marshall (1957)
- Cole il fuorilegge (Cole Younger, Gunfighter), regia di R.G. Springsteen (1958)
- Furia selvaggia (The Left Handed Gun), regia di Arthur Penn (1958)
- Kathy O', regia di Jack Sher (1958)
- È sbarcato un marinaio (Onionhead), regia di Norman Taurog (1958)

### Televisione
- The 20th Century-Fox Hour – serie TV, episodio 2x03 (1956)
- Wire Service – serie TV, episodio 1x13 (1957)
- Sugarfoot – serie TV, episodio 1x01 (1957)
- General Electric Theater – serie TV, episodio 6x31 (1958)